# Mischbrot

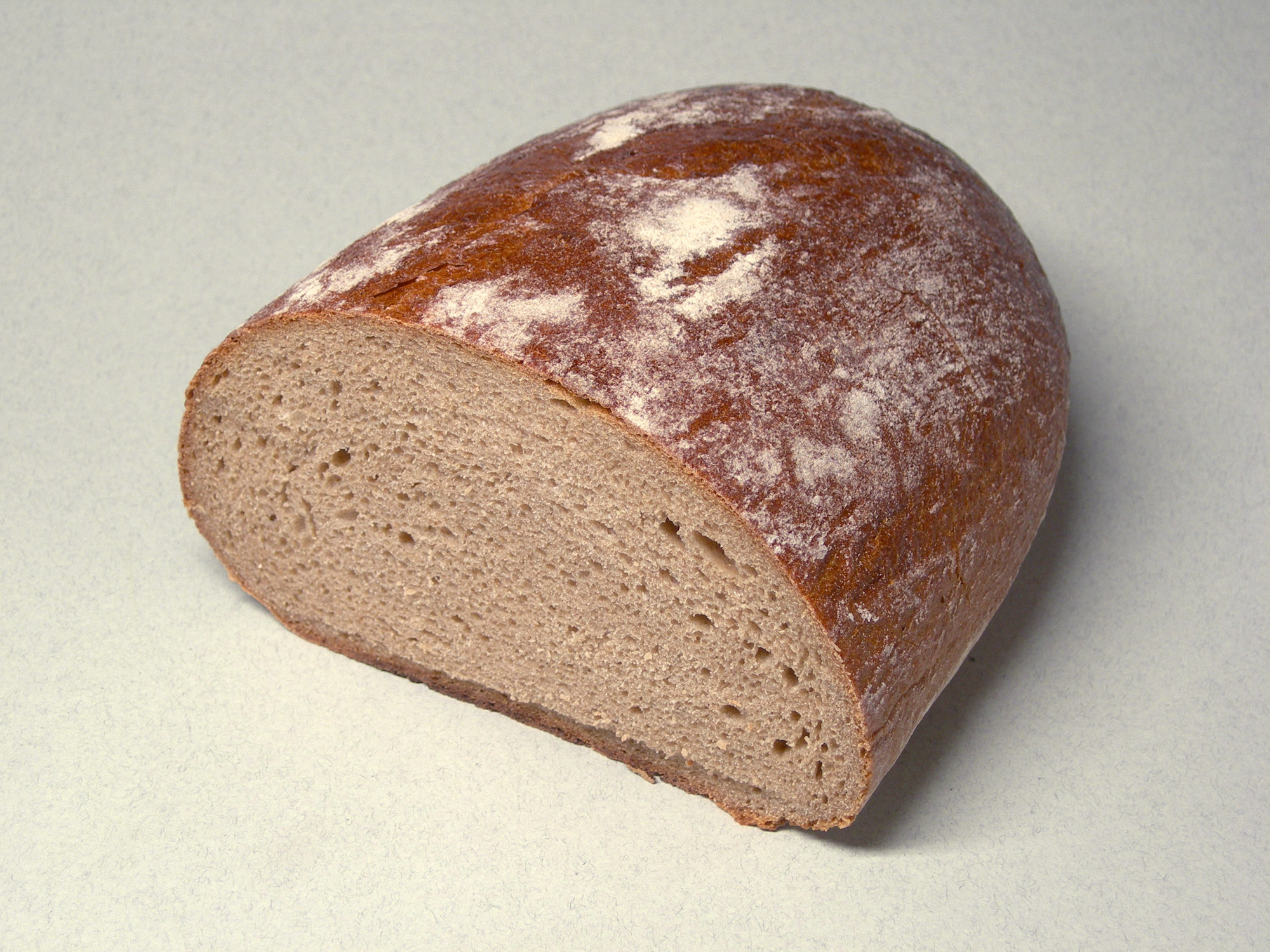
Mischbrot (Kasseler) mostrando su corte típico.

El Mischbrot ("pan mezclado", denominado en alemán también Graubrot - es decir, pan gris) es un pan típico de Alemania que se puede encontrar fácilmente en cualquier panadería alemana. Emplea masa madre como levadura y una proporción de 70% de harina de centeno y 30% de harina de trigo. La textura de este pan es blanda y posee un sabor ligeramente ácido. Tiene como principal característica la capacidad de conservarse tierno durante varios días.

## Variantes geográficas
- El Mischbrot de Paderborn (Paderborner) y de Baviera (Bayerisches Hausbrot) son variantes regionales con fuerte sabor a centeno.
- El Warburger tiene una forma ovalada.
- El Kasseler y Schwarzwälder (Selva Negra) tienen más cantidad de harina de trigo.

- Datos: Q1938644
- Multimedia: Mischbrot / Q1938644